# Catapodium
Catapodium és un gènere de plantes de la família de les poàcies, ordre de les poals, subclasse de les commelínides, classe de les liliòpsides, divisió dels magnoliofitins.

## Taxonomia
- Catapodium bifarium (Vahl) Link
- Catapodium coromandelianum (J. König ex Rottler) Link
- Catapodium demnatense (Murb.) Maire i Weiller
- Catapodium filiforme Nees ex Duthie
- Catapodium hemipoa (Delile ex Spreng.) Lainz
- Catapodium loliaceum (Huds.) Link
  -     - Catapodium loliaceum subsp. syrticum Barratte i Murb.
- Catapodium lolium (Balansa ex Coss. i Durieu) Hack.
- Catapodium mamoraeum (Maire) Maire i Weiller
- Catapodium marinum (L.) C.E. Hubb.
  -     - Catapodium marinum subsp. syrticum (Barratte i Murb.) H. Scholz
- Catapodium montanum (Boiss. i Reut.) Lainz
- Catapodium nepalense Link
- Catapodium occidentale Paunero
- Catapodium patens (Brot.) Rothmaler i P. Silva
- Catapodium pungens Boiss.
- Catapodium rigescens (Grossh.) Bor
- Catapodium rigidum (L.) C.E. Hubb. ex Dony
  -     - Catapodium rigidum subsp. hemipoa (Delile ex Spreng.) Kerguélen

  - Catapodium rigidum var. majus (C. Presl) M. Laínz
    - Catapodium rigidum subsp. rigidum

  - Catapodium rigidum var. rigidum
- Catapodium salzmannii (Boiss.) Boiss.
- Catapodium syrticum Barratte i Murb.
- Catapodium tenellum (L.) Batt. i Trab.
  - Catapodium tenellum var. barbatum (Desv.) Breistr. i Kerguélen
- Catapodium tenellum. muticum (Tausch) Maire ex Jahand. i Maire
  - Catapodium tenellum var. tenellum
  - Catapodium tenellum var. tenuiculum (Loisel) Kerguélen
- Catapodium tuberculosum Moris
  - Catapodium tuberculosum var. pauciflorum Post
- Catapodium zwierleinii (Lojac.) Brullo